# 恵比寿南
恵比寿南（えびすみなみ）は、東京都渋谷区の町名で、渋谷地域内である。現行行政地名は恵比寿南一丁目から恵比寿南三丁目。住居表示実施済区域。

## 地理
東側には恵比寿駅周辺・路線と、北部には東京都道416号古川橋二子玉川線が同町の区域である。企業と店舗、閑静な住宅地からなる。
東京都渋谷区・渋谷地域の南部に位置し、目黒区（上目黒・中目黒・三田）との区境に当たる。
橋梁
- JR線路上
  - 恵比寿南橋

### 地価
住宅地の地価は、2024年（令和6年）7月1日の地価調査によれば、恵比寿南2-7-6の地点で149万円/m2となっている。

## 歴史
- 1960年 - 恵比寿南一丁目および二丁目が成立[6]。
- 1970年（昭和45年）1月1日 - 住居表示を実施し、恵比寿南三丁目が成立[7]。
- 2012年（平成24年） - 東京都は恵比寿南一丁目を迷惑防止条例に基づき、客引きやスカウト、それらを目的に待機する行為などを禁止する区域に指定[8]。

### 町名の変遷
| 実施後         | 実施年月日    | 実施前 |
| -------------- | ------------- | ------ |
| 恵比寿南二丁目 | 1960年2月15日 | 向山町 |

| 実施後         | 実施年月日    | 実施前                                   |
| -------------- | ------------- | ---------------------------------------- |
| 恵比寿南一丁目 | 1960年2月16日 | 向山町、下通四丁目、景丘町、丹後町       |
| 恵比寿南二丁目 | 1960年2月16日 | 向山町、下通五丁目、原町、山下町、丹後町 |

| 実施後         | 実施年月日   | 実施前（特記なければ各町名ともその一部）                 |
| -------------- | ------------ | -------------------------------------------------------- |
| 恵比寿南一丁目 | 1970年1月1日 | 恵比寿南一丁目、恵比寿西一丁目                           |
| 恵比寿南二丁目 | 1970年1月1日 | 恵比寿南二丁目、恵比寿南一丁目、恵比寿西一丁目           |
| 恵比寿南三丁目 | 1970年1月1日 | 原町（全域）、下通五丁目、恵比寿西一丁目、恵比寿南二丁目 |

## 世帯数と人口
2024年（令和6年）12月1日現在（渋谷区発表）の世帯数と人口は以下の通りである。
| 丁目           | 世帯数    | 人口    |
| -------------- | --------- | ------- |
| 恵比寿南一丁目 | 646世帯   | 892人   |
| 恵比寿南二丁目 | 1,181世帯 | 1,895人 |
| 恵比寿南三丁目 | 1,273世帯 | 2,129人 |
| 計             | 3,100世帯 | 4,916人 |

### 人口の変遷
国勢調査による人口の推移。
| 年                 | 人口  |
| ------------------ | ----- |
| 1995年（平成7年）  | 3,895 |
| 2000年（平成12年） | 3,871 |
| 2005年（平成17年） | 4,233 |
| 2010年（平成22年） | 4,117 |
| 2015年（平成27年） | 4,502 |
| 2020年（令和2年）  | 5,088 |

### 世帯数の変遷
国勢調査による世帯数の推移。
| 年                 | 世帯数 |
| ------------------ | ------ |
| 1995年（平成7年）  | 1,919  |
| 2000年（平成12年） | 2,130  |
| 2005年（平成17年） | 2,426  |
| 2010年（平成22年） | 2,512  |
| 2015年（平成27年） | 2,823  |
| 2020年（令和2年）  | 3,237  |

## 学区
区立小・中学校に通う場合、学区は以下の通りとなる（2023年3月時点）。
| 丁目           | 番地              | 小学校               | 中学校             |
| -------------- | ----------------- | -------------------- | ------------------ |
| 恵比寿南一丁目 | 1～17番           | 渋谷区立長谷戸小学校 | 渋谷区立鉢山中学校 |
| 恵比寿南一丁目 | 18〜26番          | 渋谷区立加計塚小学校 | 渋谷区立広尾中学校 |
| 恵比寿南二丁目 | 12～18番 20～31番 | 渋谷区立加計塚小学校 | 渋谷区立広尾中学校 |
| 恵比寿南二丁目 | 1〜11番 19番      | 渋谷区立長谷戸小学校 | 渋谷区立鉢山中学校 |
| 恵比寿南三丁目 | 全域              | 渋谷区立長谷戸小学校 | 渋谷区立鉢山中学校 |

## 事業所
2021年（令和3年）現在の経済センサス調査による事業所数と従業員数は以下の通りである。
| 丁目           | 事業所数    | 従業員数 |
| -------------- | ----------- | -------- |
| 恵比寿南一丁目 | 657事業所   | 10,432人 |
| 恵比寿南二丁目 | 347事業所   | 2,446人  |
| 恵比寿南三丁目 | 186事業所   | 2,987人  |
| 計             | 1,190事業所 | 15,865人 |

### 事業者数の変遷
経済センサスによる事業所数の推移。
| 年                 | 事業者数 |
| ------------------ | -------- |
| 2016年（平成28年） | 998      |
| 2021年（令和3年）  | 1,190    |

### 従業員数の変遷
経済センサスによる従業員数の推移。
| 年                 | 従業員数 |
| ------------------ | -------- |
| 2016年（平成28年） | 15,184   |
| 2021年（令和3年）  | 15,865   |

## 施設
- 渋谷警察署 - 同町周辺の管轄に当たる。（所在地：渋谷）
- 渋谷消防署 - 同町周辺の管轄に当たる。（所在地：神南）
- 恵比寿南一公園
- 恵比寿南二公園

企業
- カカクコム 本社
- デジタルガレージ 本社
- アリアケジャパン 本社
- モリモトクオリティ

## 交通

### 鉄道
- JR恵比寿駅（■山手線、■埼京線、■■湘南新宿ライン）
- 東京地下鉄恵比寿駅（○日比谷線）

### 道路
- 東京都道317号環状六号線
- 東京都道416号古川橋二子玉川線

## 作品
マンガ・アニメ
- ANGELIC LAYER、機動天使エンジェリックレイヤー（アニメ版タイトル） - CLAMP原作の漫画およびアニメ作品。恵比寿駅界隈が舞台で、漫画版には地名の恵比寿南が記載されたページあり。

## その他

### 日本郵便
- 郵便番号 : 150-0022[3]（集配局 : 渋谷郵便局[18]）。